# Георг Фридрих фон Вицлебен
Георг Фридрих фон Вицлебен (на немски: Georg Friedrich von Witzleben; † сл. 1556) е благородник от стария благороднически род фон Вицлебен от Тюрингия е господар на Волмирщет, част от Кайзерпфалц в Саксония-Анхалт.
Той е син на Фридрих фон Вицлебен (1487 – 1540) и съпругата му Якоба фон Балгет. Фамилията притежава Волмирщет от 1355 до 1803 г.
Неговата правнучка София Хедвиг фон Велтхайм (1607 – 1667) се омъжва за фрайхер Ахац II фон дер Шуленбург (1610 – 1680).

## Фамилия
Георг Фридрих фон Вицлебен се жени 1511 г. за Отилия фон Карпфен, дъщеря на Ханс (Йоханес) (Виртембергер) фон Карпфен (1465 – 1531) и Илза Шьоферлин. Те имат две деца:
- Георг-Волмар фон Вицлебен († 1569), женен за Анна фон Бенделебен († 1619), дъщеря на Якоб Хайнрих фон и цу Бенделебен и Магдалена Едле фон Зак; родители на:
  - Мария фон Вицлебен (* пр. 1569, Волмирщет; † 22 октомври 1630 в манастрир Хеслер), омъжена на 29 май 1597 г. във Волмирщет за Ханс Хайнрих фон Хеслер (1568 – 1634)
- Отилия фон Вицлебен († 1600), омъжена за Рудолф фон Рауххаупт († 1578); родители на:
  - Анна фон Рауххаупт († 1651), омъжена за Йоахим (Аскан) фон Велтхайм (1564 – 1625); родители на:
    - София Хедвиг фон Велтхайм (1607 – 1667), омъжена за фрайхер Ахац II фон дер Шуленбург (1610 – 1680)